# Muhammad Shah
Muhammad Shah (Fatehpur, 17 agosto 1702 – Delhi, 26 aprile 1748) è stato Gran Mogol dal 1719 al 1748.
 Figlio di Jahan Shah, quarto figlio di Bahadur Shah I, con l'aiuto dei fratelli Sayyid, ascese al trono all'età di soli 17 anni. Si liberò successivamente di loro con l'aiuto di Asaf Jah I – Syed Hussain Ali Khan venne assassinato a Fatehpur nel 1720 e Syed Hassan Ali Khan Barha venne avvelenato nel 1722. Muhammad Shah fu un grande patrono delle arti, tra cui la musica e l'amministrazione statale. Fu scrittore col nome d'arte di Sada Rangila ("sempre gioioso") e spesso viene chiamato anche "Muhammad Shah Rangila".
Il regno di Muhammad Shah fu ad ogni modo marcato da un rapido ed irreversibile declino dell'Impero mughal il quale, già entrato in decadenza, ottenne il colpo di grazia con l'invasione di Nadir Shah di Persia ed il successivo sacco di Delhi, la capitale mughal. Il corso degli eventi non solo mortificò e scioccò i mughal stessi, ma spinse altri invasori come gli inglesi ad interessarsi al crollo di questo impero e ad approfittare del vuoto di potere da esso lasciato per nuove conquiste coloniali.

## I primi anni

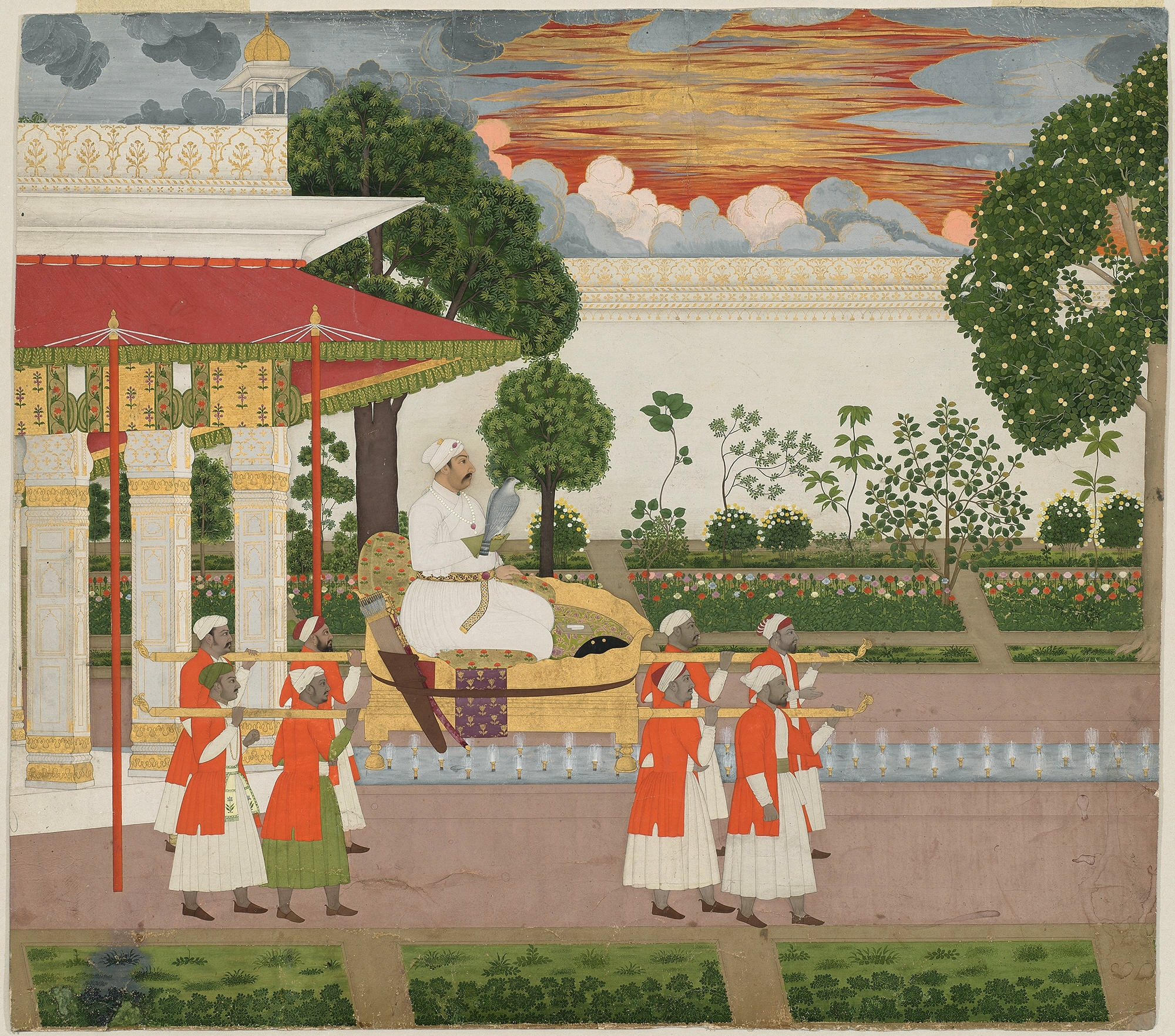
L'imperatore mughal Muhammad Shah con il suo falcone visita i giardini imperiali su una portantina.

Muhammad Shah nacque nel 1702 a Ghazna (attuale Afghanistan) dal principe Prince Khujista Akhtar, durante il regno dell'imperatore Aurangzeb. Nel 1707, suo nonno Bahadur Shah I venne sconfitto ed eliminato da suo fratello Muhammad Azam Shah il 19 giugno 1707 nella Battaglia di Jajau, durante una guerra di successione, l'ultima di una serie che fecero seguito alla morte di suo nonno Bahadur Shah I dove anche suo padre finì ucciso ed il giovane principe dodicenne venne imprigionato da suo zio Jahandar Shah, ma perlomeno risparmiato dalla morte. Bello ed intelligente, sua madre si prese cura della sua educazione, mentre suo padre lo aveva già instradato alle abilità amministratie. Dal crollo di Farrukhsiyar nel 1719 molti imperatori ascesero per breve tempo al trono mughal, ma i fratelli Sayyid prescelsero il diciassettenne Muhammad Shah quale nuovo unico sovrano.

## Il regno
Il 29 settembre 1719, ottenne il titolo di Abu al-Fatah Nasir-ud-Din Roshan Akhtar Muhammad Shah e venne intronato nel Forte Rosso. Sua madre ottenne un vitalizio di 15.000 rupie per le proprie necessità, mentre i fratelli Sayyid tennero il nuovo imperatore sotto loro stretta supervisione.
Il gran visir mughal Syed Hassan Ali Khan Barha e suo fratello, il comandante militare mughal Syed Hussain Ali Khan Barha erano a conoscenza del fatto che Asaf Jah I ed i suoi compagni Qamaruddin Khan, Zain ud-din Ahmad Khan intendevano sciogliere questa amministrazione. I fratelli Sayyid nominarono il principe Muhammad Ibrahim, quale pretendente all'impero ma egli venne sconfitto dai nuovi lealisti del giovane imperatore Muhammad Shah il 13 novembre 1720.
Nel 1720, Syed Hussain Ali Khan Barha, comandante in capo dell'élite dell'esercito mughal, venne assassinato nel suo accampamento a Toba Bhim il 9 ottobre 1720. L'imperatore mughal Muhammad Shah prese il controllo diretto delle sue forze. Asaf Jah I aveva preso il controllo di sei province mughal nel Deccan, e Muhammad Amin Khan Turani si trovava a Mansabdar con 8000 uomini. Questi venne inviato a inseguire il gran visir Syed Hassan Ali Khan Barha, che venne sconfitto nella Battaglia di Hasanpur da Muhammad Amin Khan Turani, Mir Muhammad Amin Irani e da Muhammad Haider Beg, e venne catturato dall'imperatore mughal Muhammad Shah il 15 novembre 1720 e giustiziato due anni dopo. In precedenza l'imperatore aveva dovuto combattere Muhammad Ibrahim, ma il giovane Muhammad Shah lo sconfisse il 13 novembre 1720. La caduta dei fratelli Sayyid segnò l'inizio della fine del controllo diretto dei mughal sui domini del Deccan.
Nel 1721, il giovane Muhammad Shah sposò la figlia del precedente ed ormai deposto imperatore, Farrukhsiyar.
Il 21 febbraio 1722, l'imperatore mughal Muhammad Shah nominò Asaf Jah I al ruolo di gran visir dell'Impero mughal. Egli consigliò il nuovo imperatore Muhammad Shah di essere "cauto come Akbar e coraggioso come Aurangzeb". Asaf Jah I diede le dimissioni dal proprio incarico di gran visir quando l'imperatore Muhammad Shah espresse il disgusto per la negligenza della sua amministrazione. Il gran visir mughal Asaf Jah I aveva nominato il comandante Ewaz Khan quale nuovo maestro della guarnigione a Aurangabad ma gran parte del suo reparto logistico dovette essere più accuratamente gestito da Inayatullah Kashmiri. Asaf Jah I lasciò la corte imperiale irritato e nominò il suo vice Qamaruddin Khan come successivo gran visir, ed organizzò quindi una spedizione nel Deccan nel 1723. Qui Asaf Jah I combatté Mubariz Khan, il Subedar del Deccan. Data la debolezza del suo avversario, Asaf Jah I sconfisse ed eliminò il suo oppositore durante la Battaglia di Shakarkhelda. Asaf Jah I fondò quindi il Nizam di Hyderabad nel 1725.

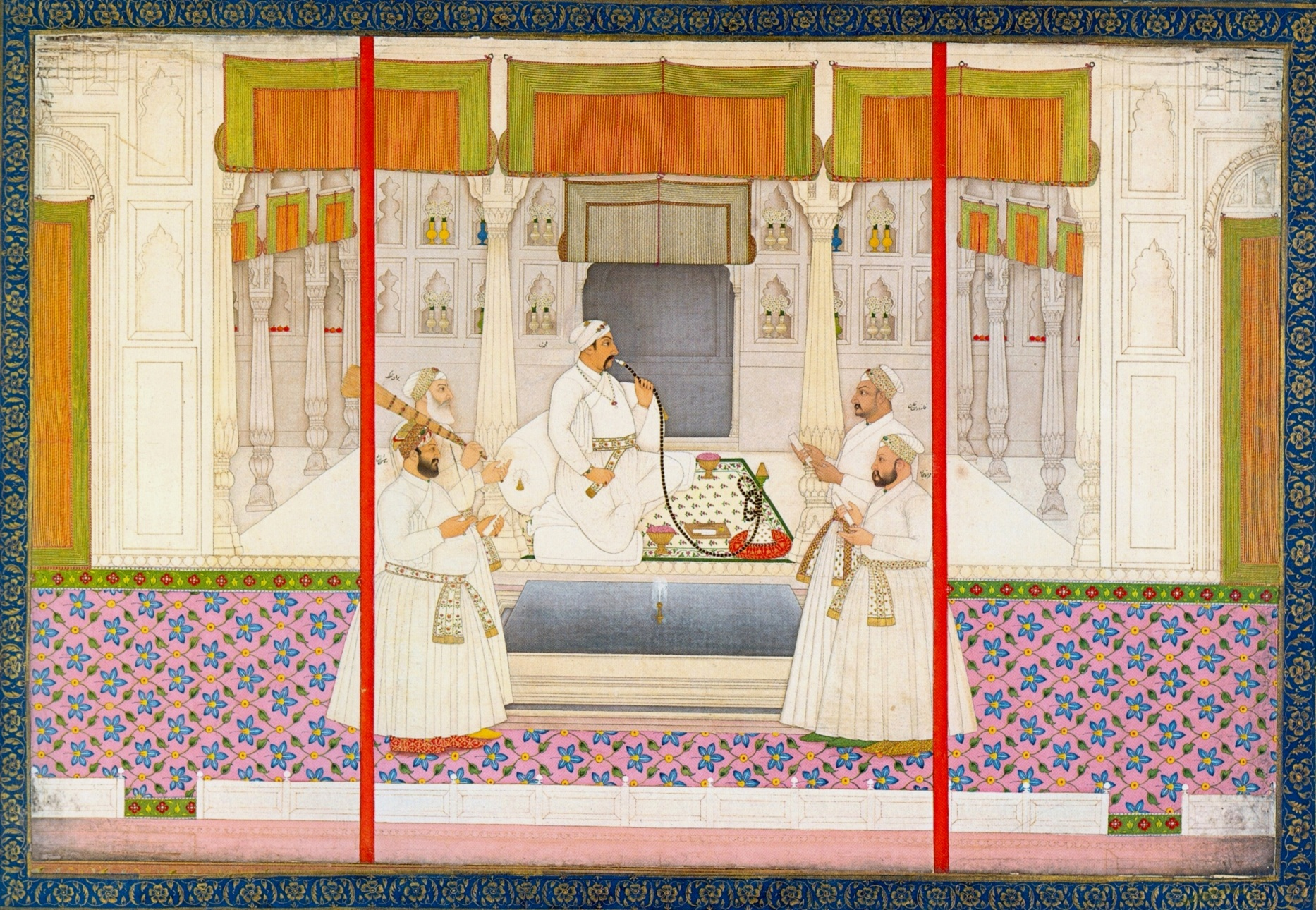
Il Diwan imperiale dell'imperatore mughal Muhammad Shah.

Durante questo periodo, le guerre mughal-maratha (1728–1763) furono causa di grandi devastazioni tra gli abitanti del male amministrato Impero Mughal. Malgrado gli sforzi per contrastare il crescere delle ribellioni nel 1724, il Nawwāb di Awadh Saadat Ali Khan e il Subedar di Bangalore, Dilawar Khan (r.1726–1756), crearono un bastione ben protetto sulla costa del Malabar. Muhammad Ali Khan il Faujdar di Rangpur e il suo alleato Deena Narayan avevano trovato terreno facile nel Koch Bihar di Upendra Narayan e nell'area dell'Indo presso i Bihari e Mipham Wangpo (r.1729–1736) regnante del Bhutan. Ali Muhammad Khan Rohilla aveva fondato i baroni di Rohilakhand. Il Nawwāb di Bhopal Yar Muhammad Khan Bahadur, rettificò anche l'imperatore Muhammad Shah nel 1728 malgrado le incursioni senza sosta dei Maratha nel Malwa e la perdita di quasi metà dei suoi territori nel solo 1742.
Nella regione del Punjab, i Sikh erano in guerra con i subedar mughal e diverse loro bande avevano attuato la tattica del "mordi e fuggi" per compiere devastazioni nell'area.
Ad Ajmer, Ajit Singh ricavò un vasto territorio e si affiliò ai rinnegati Maratha. Mentre nel Deccan i Maratha avevano ormai posto in rovina le fortificazioni mughal, tutto ciò contribuì ad un crollo progressivo del già minato impero.
L'imperatore Muhammad Shah dovette rimuovere tre visir incompetenti nelle persone di Koki Jee (fratello adottivo di sua sorella), Roshan-ud-Daula (un amico) e Sufi Abdul Ghafur di Thatta (suo maestro spirituale).
Nel 1737, i Maratha, sotto la guida di Bajirao I, annetterono Gujarat, Malwa e Bundelkhand, e razziarono la capitale mughal di Delhi.
Nel 1739, lo scià di Persia, Nadir Shah, attirato dalle ricchezze e dalla debolezza dell'Impero mughal, colse l'occasione di questa ribellione per iniziare una campagna contro l'Impero mughal catturando in breve tempo Ghazni, Kabul, Lahore e Sindh, sfruttando altresì la negligenza delle autorità mughal locali. Dopo ciò, avanzò contro Muhammad Shah e lo sconfisse nella Battaglia di Karnal. I persiani, avendo schiacciato l'esercito mughal in meno di tre ore, marciarono sulla capitale Delhi, la saccheggiarono, e la privarono del ricco tesoro di Stato che in essa si trovava, che venne trasportato in Persia. Questo evento indebolì ulteriormente l'impero mughal facendo muovere agli Inglesi i primi passi verso la costituzione del futuro British Raj.
Nel 1748, Ahmad Shah Durrani, re dell'Afghanistan, invase l'impero mughal. L'erede designato di Ahmad Shah Bahadur, il gran visir Qamaruddin Khan e i suoi figli Muʿīn ul-Mulk, Intizam-ud-Daula e Safdarjung vennero inviati con 75.000 uomini dopo la sconfitta di Shahnawaz Khan a Lahore. Alla Battaglia di Manipur (1748), i 12.000 uomini di Durrani furono sconfitti ed egli venne costretto a ritirarsi.

### Cortigiani e Subahdar

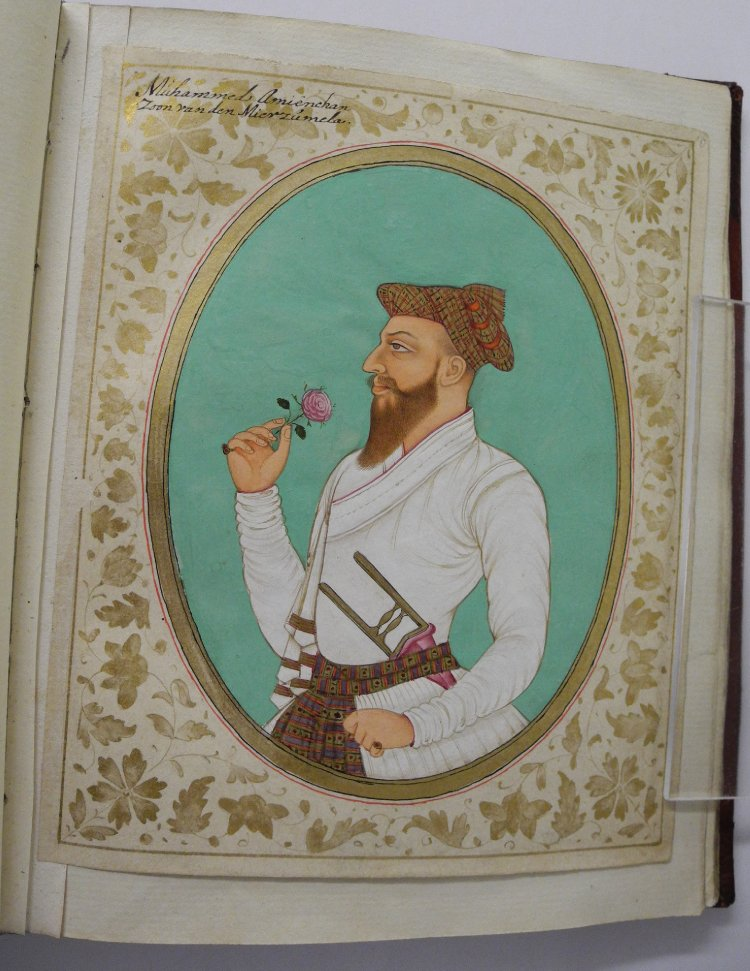
Muhammad Amin Khan Turani fu il comandante dell'esercito mughal, le cui forze dissolsero l'amministrazione dei fratello Sayyid.
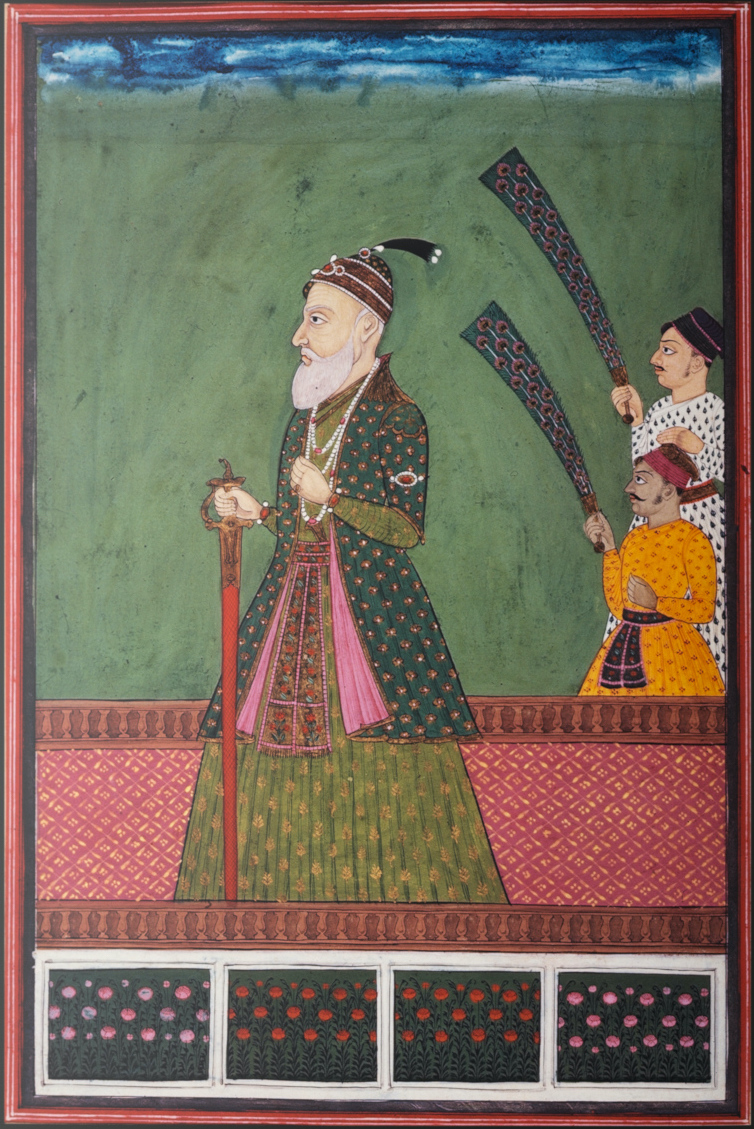
Asaf Jah I venne installato come gran visir il 21 febbraio 1722.
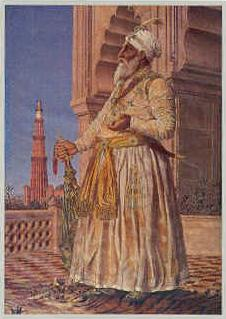
Il Nawwāb di Awadh, Saadat Ali Khan comandò gran parte dell'esercito mughal.
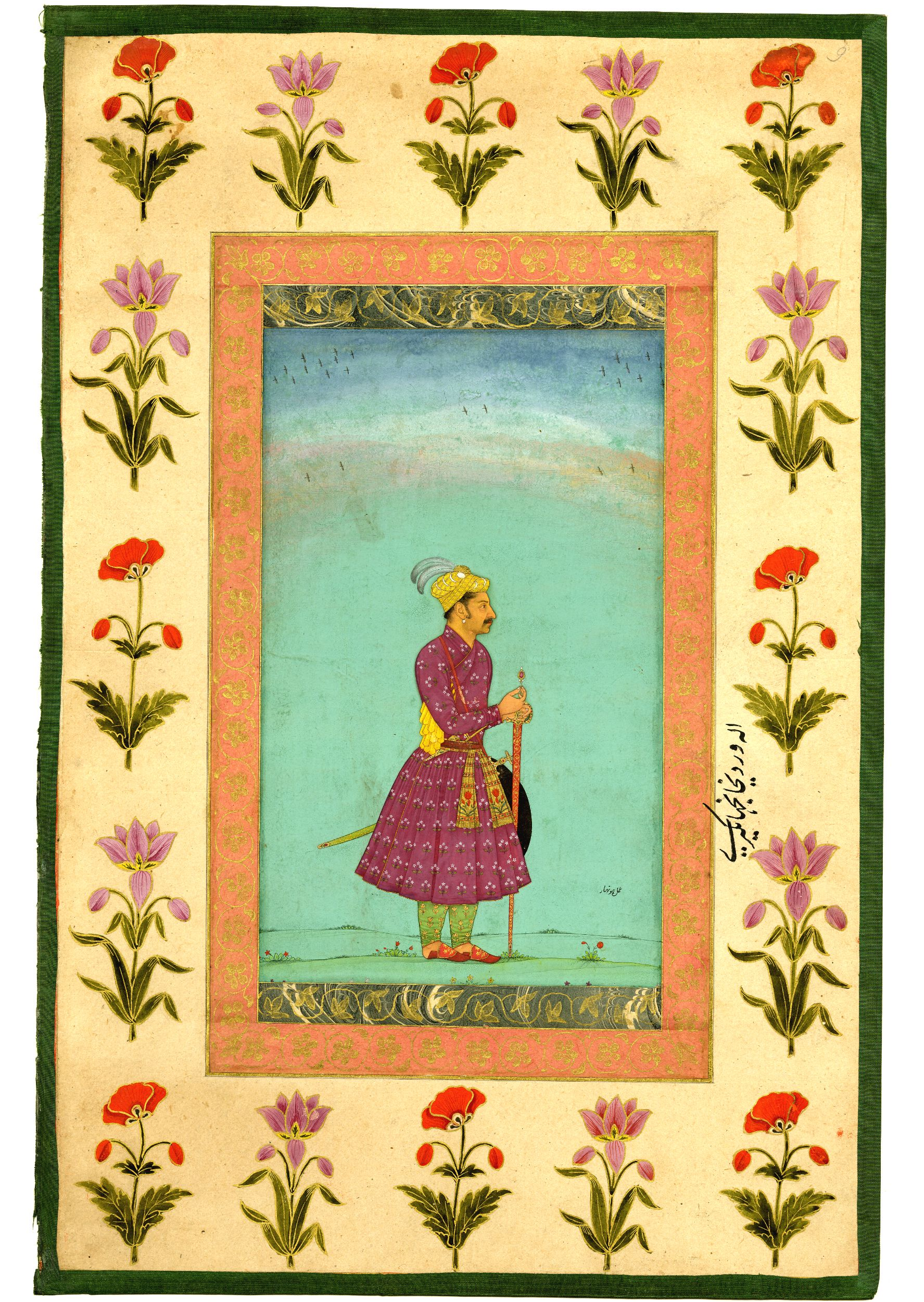
Alivardi Khan, il ricco Nawab del Bengala.
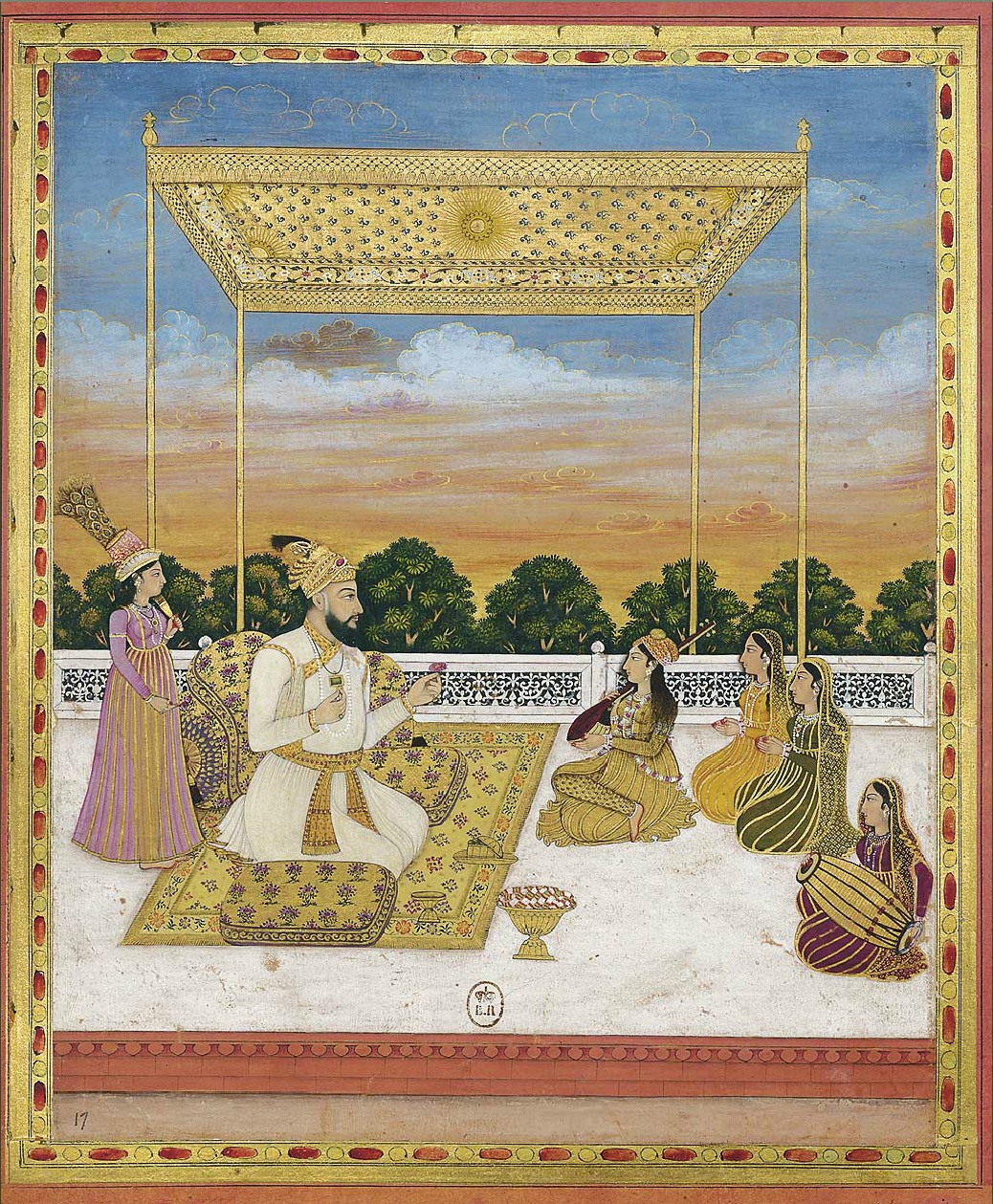
Muhammad Khan Bangash, fu Nawab di Farrukhabad.
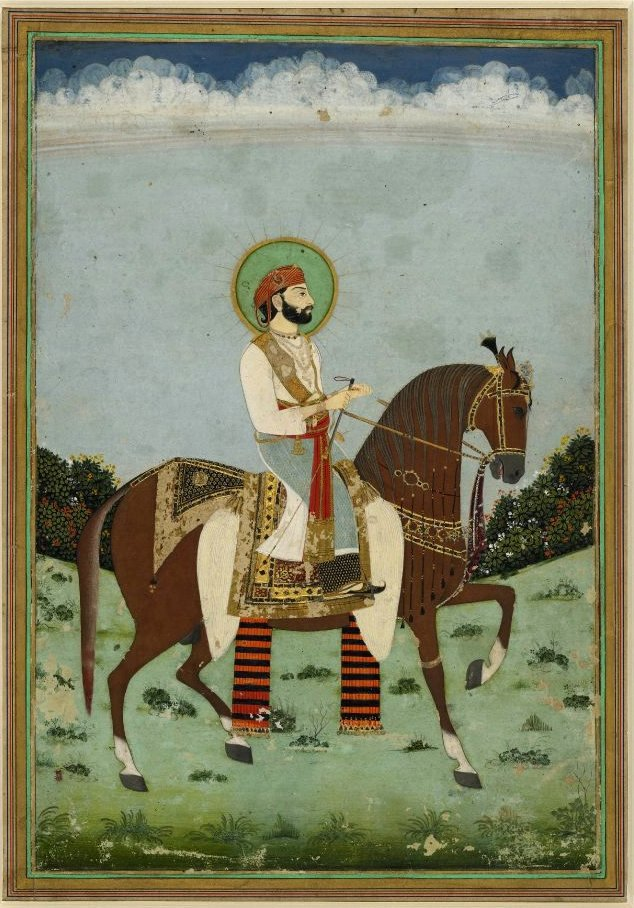
Jai Singh II fu patrono di Zij in nome di Muhammad Shah.
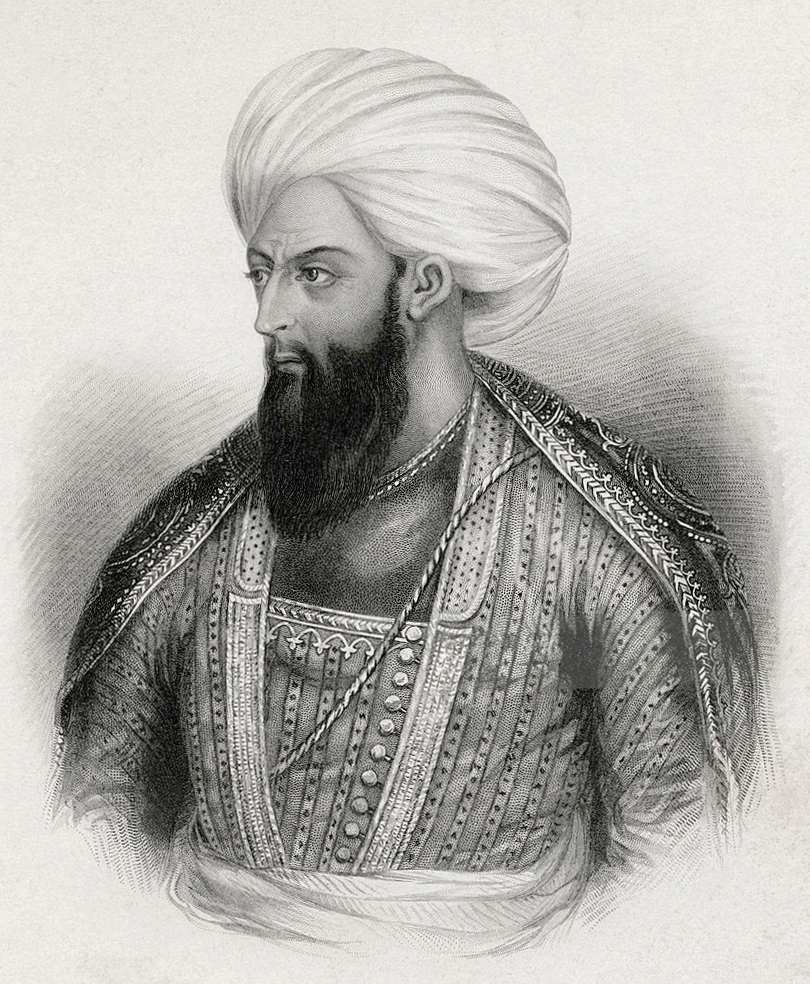
Dost Mohammad Khan, fondatore della dinastia dei Nawab di Bhopal.
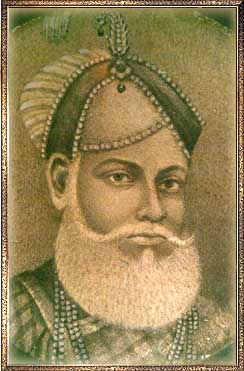
Anwaruddin Khan fu Nawab della Carnatica

### Sviluppi amministrativi e culturali

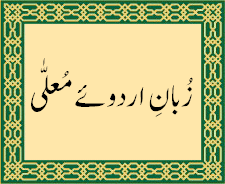
La frase Zuban-i Urdū-yi Muʿallá ("La lingua dell'esaltata Orda d'Oro") scritto in alfabeto di tipo Nastaʿlīq.

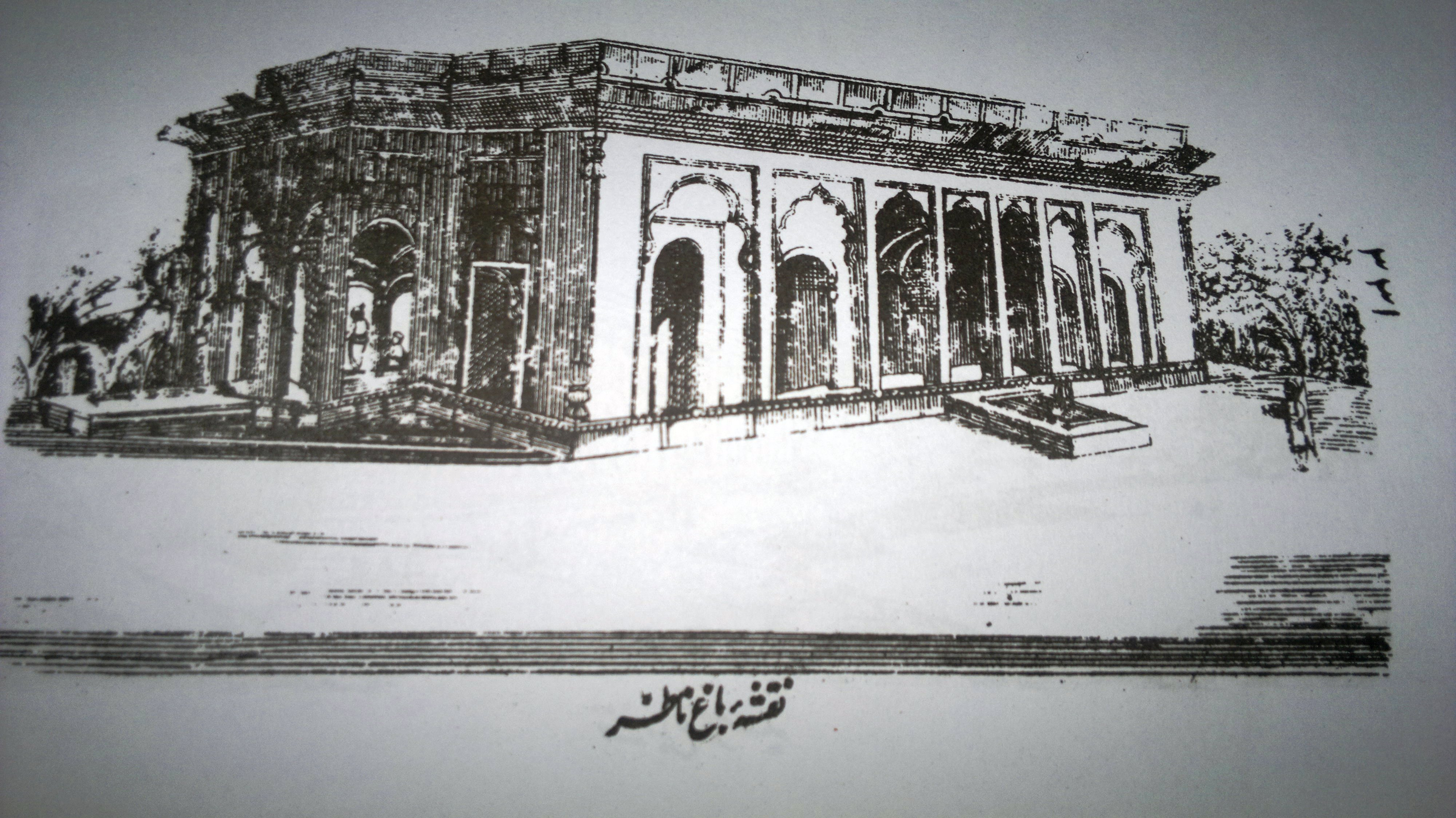
La Baagh e Naazir venne costruita da Muhammad Shah nel 1748.

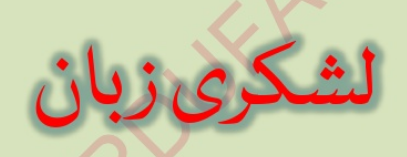
Titolo di Lashkari Zaban ("lingua dei soldati") nella sceneggiatura di Nastaliq

Mentre l'Urdu era già in uso prima del regno di Muhammad Shah, fu durante il suo regno che divenne popolare e venne dichiarato lingua di corte, rimpiazzando ufficialmente il persiano. Ad ogni modo, molti scrittori sostennero nei secoli che furono gli inglesi a rendere l'urdu la lingua ufficiale indiana e che l'urdu non fu mai lingua di corte all'epoca dei mughal. Durante il regno di Muhammad Shah, il Qawwali venne reintrodotto alla corte imperiale mughal e velocemente prese piede nell'Asia meridionale. Muhammad Shah è noto anche per aver introdotto istituzioni religiose in campo educativo, come ad esempio i Maktab. Durante il suo regno, il Corano fu tradotto per la prima volta dal persiano in urdu. Sempre durante il suo regno, i vestiti di corte di foggia tipicamente turca furono sostituiti dallo Sherwani.
Mohammad Shah fu patrono di molte arti, dando comunque molto risalto all'amministrazione statale. Se il potere politico dei Mughal era entrato in declino col suo regno, l'Imperatore incoraggiò sull'altro fronte le arti, impiegando i migliori artisti locali del suo tempo come Nidha Mal (attivo dal 1735 al 1775) e Chitarman, le cui vivaci pitture di scene di vita di corte e riti religiosi, caccia e altro sono divenuti dei classici della pittura indiana moghul. La corte mughal del tempo disponeva di musici come Niyamat Khan, noto anche come Sadarang, e suo nipote Firoz Khan (Adarang), le cui composizioni divennero particolarmente popolari.. Questa componente della musica indiana classica evolvette, ascese e ricevette il patrocinio principesco alla corte di Muhammad Shah.

### Sviluppo scientifico
Durante il regno di Muhammad Shah, si ebbe anche un notevole sviluppo scientifico noto come Zij-i Muhammad Shahi che venne completato da Jai Singh II di Amber tra il 1727 ed il 1735, per un totale di 400 pagine di scritti.

## Le ultime guerre mughal-maratha

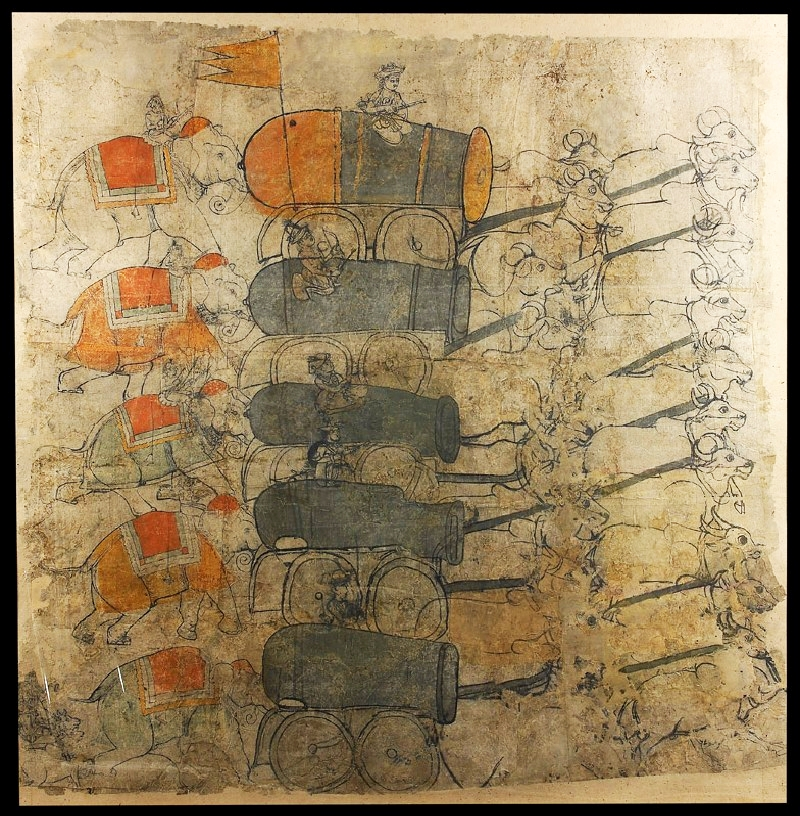
Elefanti che trasportano l'artiglieria mughal.

Dopo che Asaf Jah I ebbe lasciato Delhi, o maratha, che già si erano espansi sino al fiume Narmada, invasero la ricca provincia di Malwa all'inizio del 1723. L'imperatore mughal incaricò della difesa il governatore locale, il quale fallì. Dall'inverno di quello stesso anno, raggiunsero Ujjain, capitale del Malwa.
Nel 1725, il governatorato di Gujarat venne trasferito a Sarbuland Khan. Inferociti dall'autorità eccessiva dell'imperatore mughal, i maratha invasero Gujarat ma vennero sconfitti dalle truppe di Sarbuland Khan. Questo fatto avvenne anche perché le forze maratha capeggiate da Baji Rao I, stavano nel contempo combattendo contro Asaf Jah I ad Hyderabad. La guerra con Hyderabad, ad ogni modo, sembrava essere favorevole ai maratha.
Nel febbraio del 1728, Asaf Jah I venne sconfitto nella Battaglia di Palkhed ed in quello stesso anno i maratha, guidati da Baji Rao I e da suo fratello Chimnaji Appa invasero la provincia mughal di Malwa e cambiarono il Subedar Girdihar Bahadur, che guidava l'esercito mughal durante la Battaglia di Amjhera. Sia Girdihar Bahadur che suo cugino Daya Bahadur vennero sconfitti e uccisi. Il 29 novembre, Chimnaji Appa si portò ad assediare quello che restava dell'esercito mughal a Malwa col fallimentare Assedio di Ujjain.
Nel 1731, Asaf Jah I, Nizam di Hyderabad, era riuscito ad assicurarsi la defezione di molti influenti capi maratha come ad esempio Trimbak Rao Dabhade e Sanbhoji che abbandonarono le forze maratha e si unirono a quelle di Muhammad Shah. Questa mossa venne considerata inaccettabile da Baji Rao I e suo fratello Chimnaji Appa che guidava il grosso delle forze armate dei maratha incercettarono Trimbak Rao Dabhade e Sanbhoji nel corso della Battaglia di Dabhoi, dove le fazioni defezionate vennero sconfitte e i loro capi uccisi. Baji Rao I attaccò quindi Gujarat e riuscì a cacciare Sarbuland Khan nel 1735.

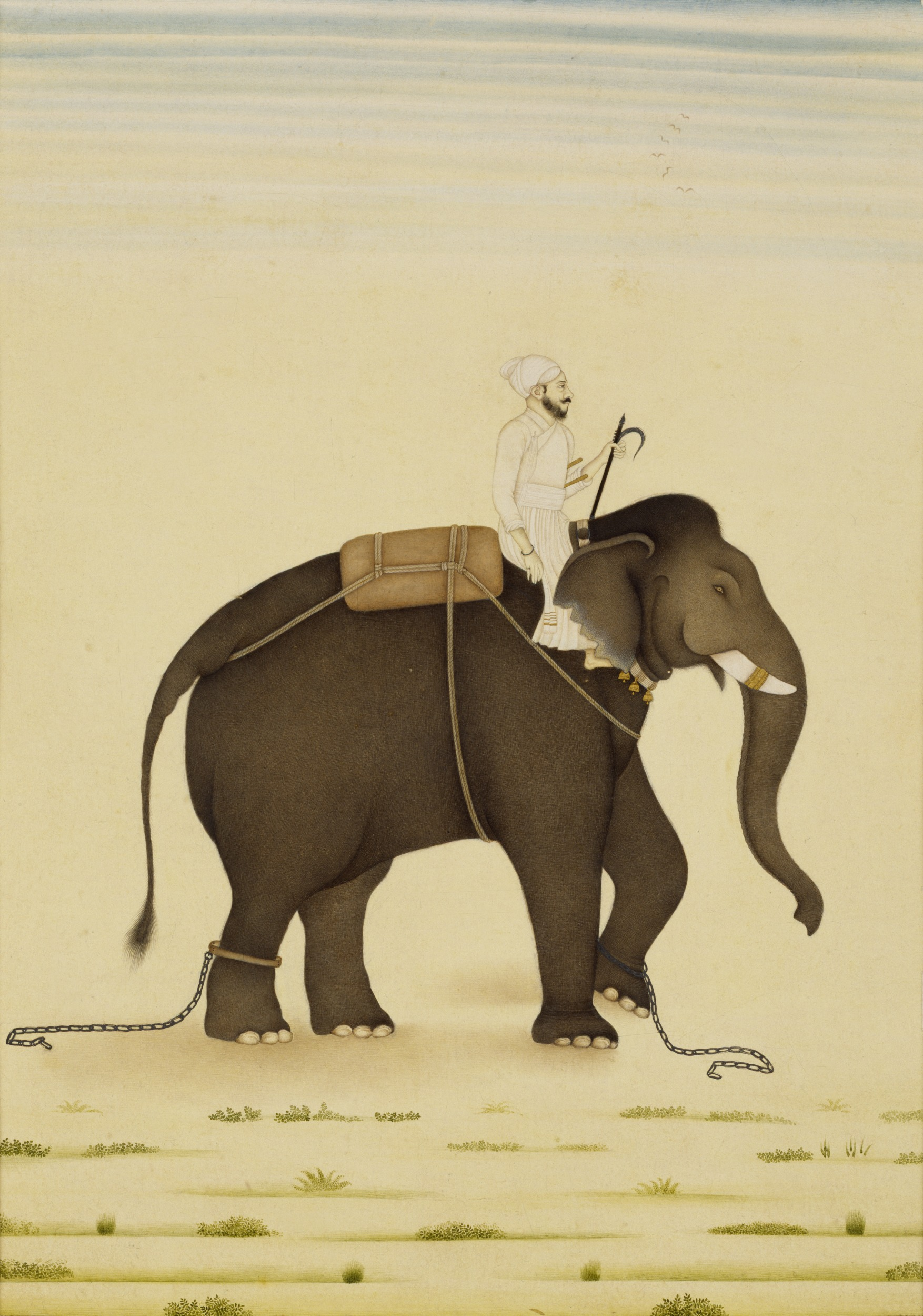
Un elefante col suo mahout in servizio presso Muhammad Shah.

Nel 1736, il Siddi di Murud-Janjira riprese Raigarh alle forze di Baji Rao, il 19 aprile 1736, e Chimnaji attaccò le forze nell'accampamento del Siddi durante la battaglia presso Riwas, quando il confronto terminò con la morte di 1500 siddi e del loro capo. La pace venne firmata nel settembre del 1736, ma i siddi vennero confinati a Janjira, Gowalkot e Anjanwel.
Nel 1737, Asaf Jah I il Nizam di Hyderabad guidò una grande armata mughal ad assistere il Nawab di Bhopal Yar Muhammad Khan Bahadur ma venne invece assediatonella città di Bhopal da 80.000 maratha guidati da Baji Rao I. La Battaglia di Bhopal continuò sino a quando Safdarjung e le sue forze di supporto non vennero sconfitte da Malhar Rao Holkar. Con i successivi negoziati di pace, Asaf Jah I si accordò per rettificare la pace per conto dell'imperatore Muhammad Shah che garantisse Malwa ai Maratha.
Sempre nel 1737 i maratha capeggiati da Baji Rao I attaccarono la capitale imperiale mughal di Delhi, e sconfissero l'esercito guidato da Amir Khan Bahadur, ma vennero costretti a ritirarsi quando il visir mughal Qamaruddin Khan ed il suo esercito giunsero a rinforzare la guarnigione di Delhi. Baji Rao I ed i maratha scapparono a sudest verso Badshshpur, da dove entrò in corrispondenza con l'imperatore Muhammad Shah, che rettificò un trattato di pace accordando sempre Malwa ai Maratha.
Tra i tributari leali dell'Impero Mughal vi era Meenakshi, regina dei Nayaki Madurai con sede al Forte di Dindigul, che prestò assistenza alle forze mughal nella Carnatica diverse volte contro i maratha.
Nell'anno 1740, Dost Ali Khan, Nawab della Carnatica, e Chanda Sahib ottennero l'incarico di espellere i maratha guidati da Raghoji I Bhonsle, autorizzati da Shahu. Dost Ali Khan perse la sua vita il 20 maggio 1740 nella Battaglia di Damalcherry in difesa di Arcot e la sua popolazione venne saccheggiata. Chanda Sahib con la sua guarnigione vennero catturati ed imprigionati a Satara dopo aver tenacemente difeso il loro reame nel corso dell'assedio di Trichinopoly e gran parte dei territori del Nawab della Carnatica vennero conquistati dai maratha, attirando così l'attenzione della Compagnia francese delle Indie orientali con l'ufficiale Joseph François Dupleix. Insoddisfatto dell'occupazione dei maratha dei territori del Nawab della Carnatica, Asaf Jah I guidò una spedizione per liberare la Carnatica sostenuto da Sadatullah Khan II e da Anwaruddin Muhammed Khan ed assieme ripresero Arcot ed iniziarono l'Assedio di Trichinopoly (1743), che perdurò per cinque mesi e costrinse i maratha sotto la guida di Murari Rao Ghorpade ad abbandonare la Carnatica.
Nel 1747, i maratha guidati da Raghoji I Bhonsle, iniziarono a razziare e ad annettere i territori del Nawab del Bengala, Alivardi Khan. Durante l'invasione dei maratha ad Orissa, il suo Subedar Mir Jafar venne costretto a ritirare tutte le sue forze sino all'arrivo di Alivardi Khan e dell'esercito mughal per combattere la Battaglia di Burdwan dove Raghoji I Bhonsle e le sue forze vennero completamente distrutte. Il Nawab del Bengala Alivardi Khan quindi licenziò Mir Jafar, ma quattro anni più tardi la città di Orissa venne ceduta dai maratha all'imperatore mughal.

## L'esercito mughal

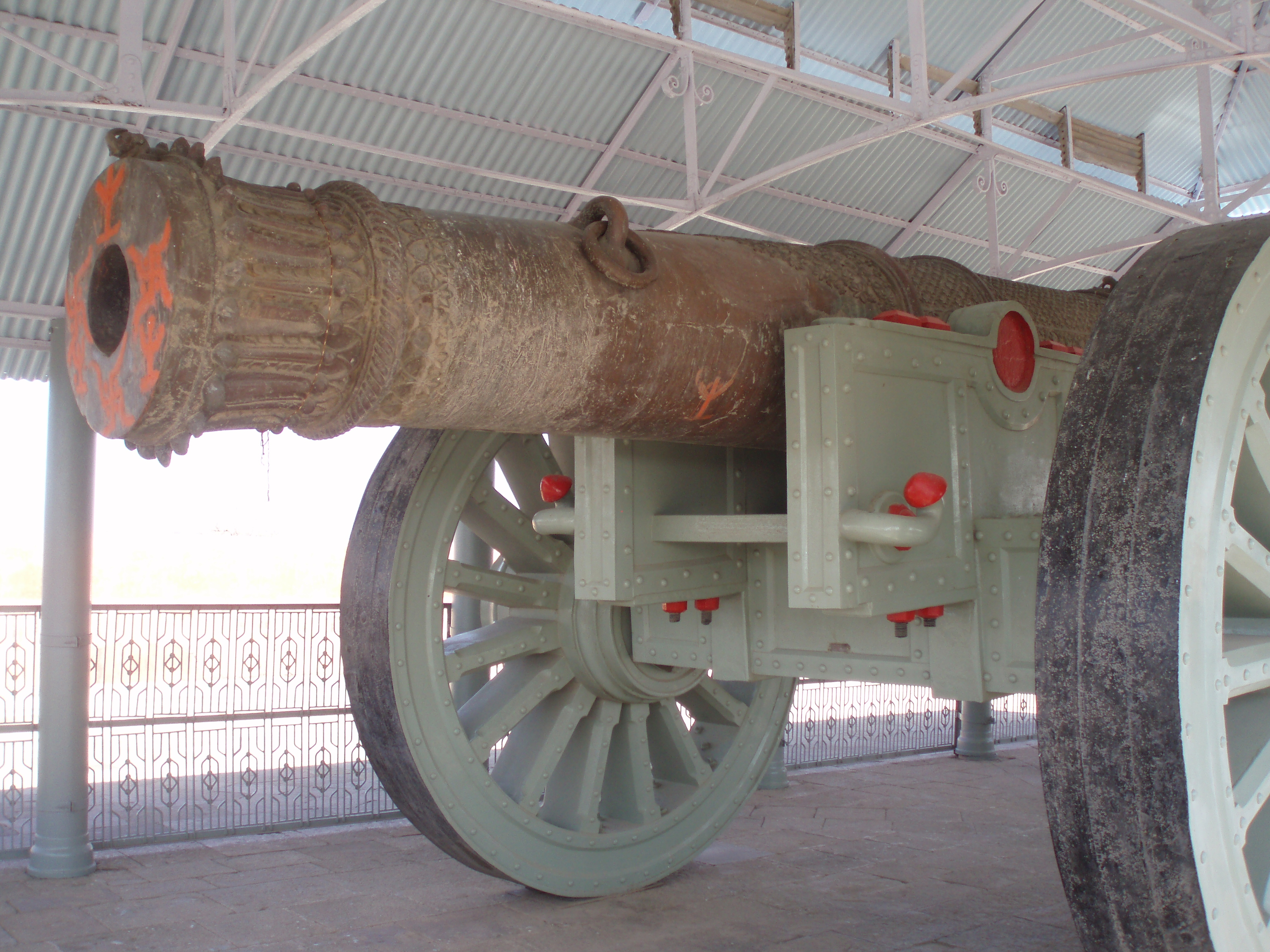
Il cannone "Jaivana" il più grande cannone su ruote mai costruito al mondo, venne realizzato durante il regno dell'imperatore mughal Muhammad Shah dal suo ailadar Jai Singh II.

L'esercito mughal prima del 1739 era composto da 200.000 cavalieri e 1500 elefanti, e l'imperatore mughal Muhammad Shah vi dispose anche 800 pezzi d'artiglieria, spesso trasportati da elefanti.

## L'invasione di Nadir Shah

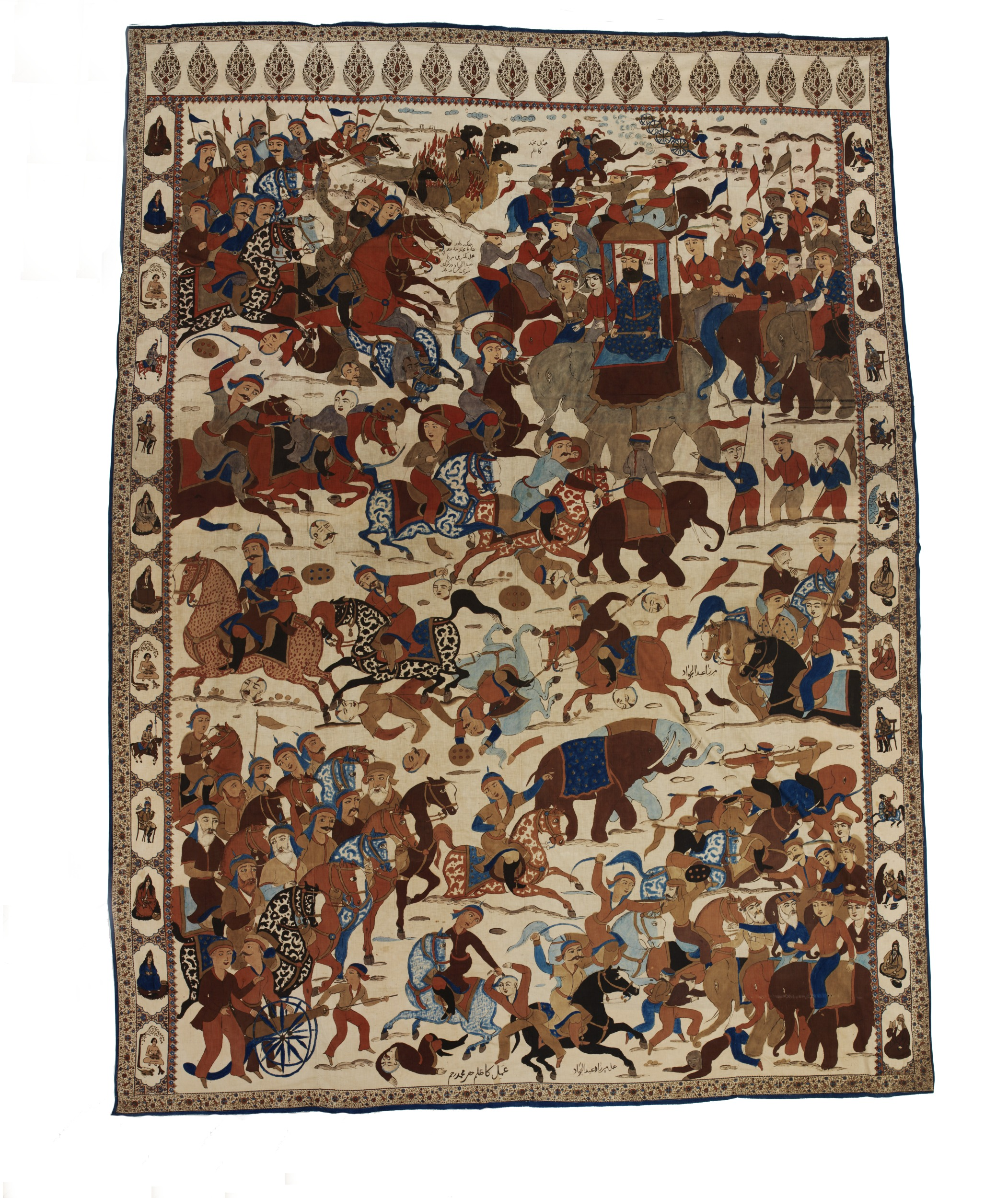
Combattimento tra le forze persiani afharidi di Nadir Shah e l'esercito mughal.

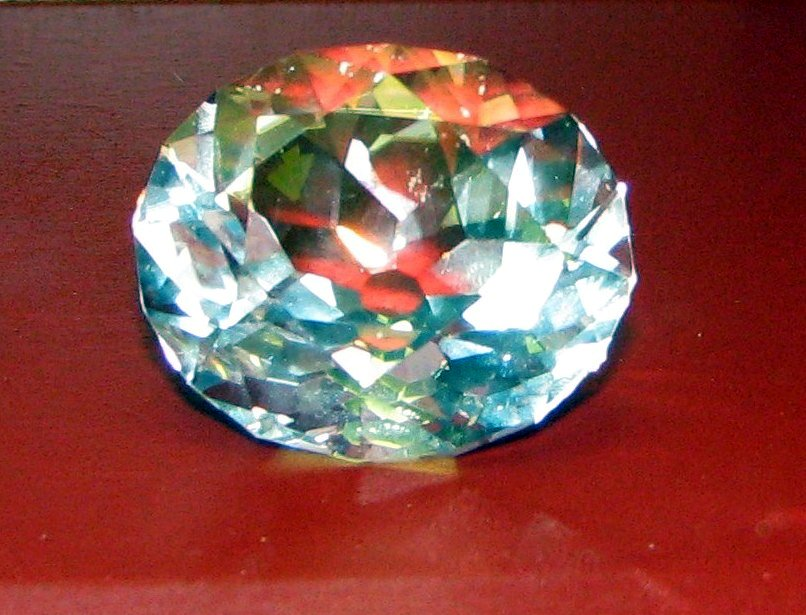
Il diamante Koh-i-Noor

Il 13 febbraio 1739 i persiani al comando del genio militare Nadir Shah, comandante degli Afsharidi, riuscirono a deporre la dinastia Safavide ed a sconfiggere l'arcirivale persiano, l'Impero ottomano, e ad assicurarsi dunque il fronte occidentale. Gli occhi di Nadir erano ora rivolti al ricco ma debole Impero Mughal. Nel 1739, Nadir Shah invasero l'Impero Mughal e sconfissero Muhammad Shah durante la Battaglia di Karnal in meno di tre ore, marciando poi sulla capitale mughal di Delhi, saccheggiandola ed occupando gran parte delle regioni settentrionali dell'impero indiano.

### Cause
Nadir Shah era intenzionato a sottomettere i ribelli afghani guidati dalla tribù Ghilzai, in particolare nella regione di Kandahar. Egli richiese dapprima assistenza a Muhammad Shah per chiudere le frontiere da Kabul verso la valle dell'Indo così che i ribelli non potessero fuggire. Muhammad Shah diede risposta positiva alla proposta di Nadir Shah ma in pratica non fece nulla dal momento che i Subedar ed i Faujdar locali simpatizzavano per gli afghani e si opponevano al governo persiano. I ribelli afghani dunque riuscirono ad oltrepassare il confine indiano ed a questo punto Nadir Shah inviò un ambasciatore presso Muhammad Shah, chiedendogli di aiutarlo a trovare i fuggitivi. L'imperatore mughal a questo punto rispose spazientito che non avrebbe collaborato. Nadir Shah, furioso con Muhammad Shah, aveva nel contempo trovato il pretesto per invadere l'Impero mughal che era pieno di ricchezze.

### Invasione dell'Impero mughal
Sulla base delle ragioni esposte, Nadir Shah decise di invadere l'Impero Mughal iniziando dall'attaccare l'Afghanistan. Nel maggio del 1738 attaccò l'Afghanistan settentrionale. In quello stesso mese, catturò Ghazni, e nel giugno prese Kabul ed a settembre giunse a Jalalabad. A novembre circondò la fortezza di Peshawar e razziò l'area con la Battaglia del passo di Khyber.
Infine, nel gennaio del 1739, prese Lahore, dopo aver completamente sottomesso le forze del viceré mughal Zakariya Khan Bahadur ed i suoi 25.000 sowar d'élite, presso il fiume Chenab le forze afsharidi incontrarono una banda di ribelli Sikh a cui Nadir Shah spiegò i benefici dell'invasione.

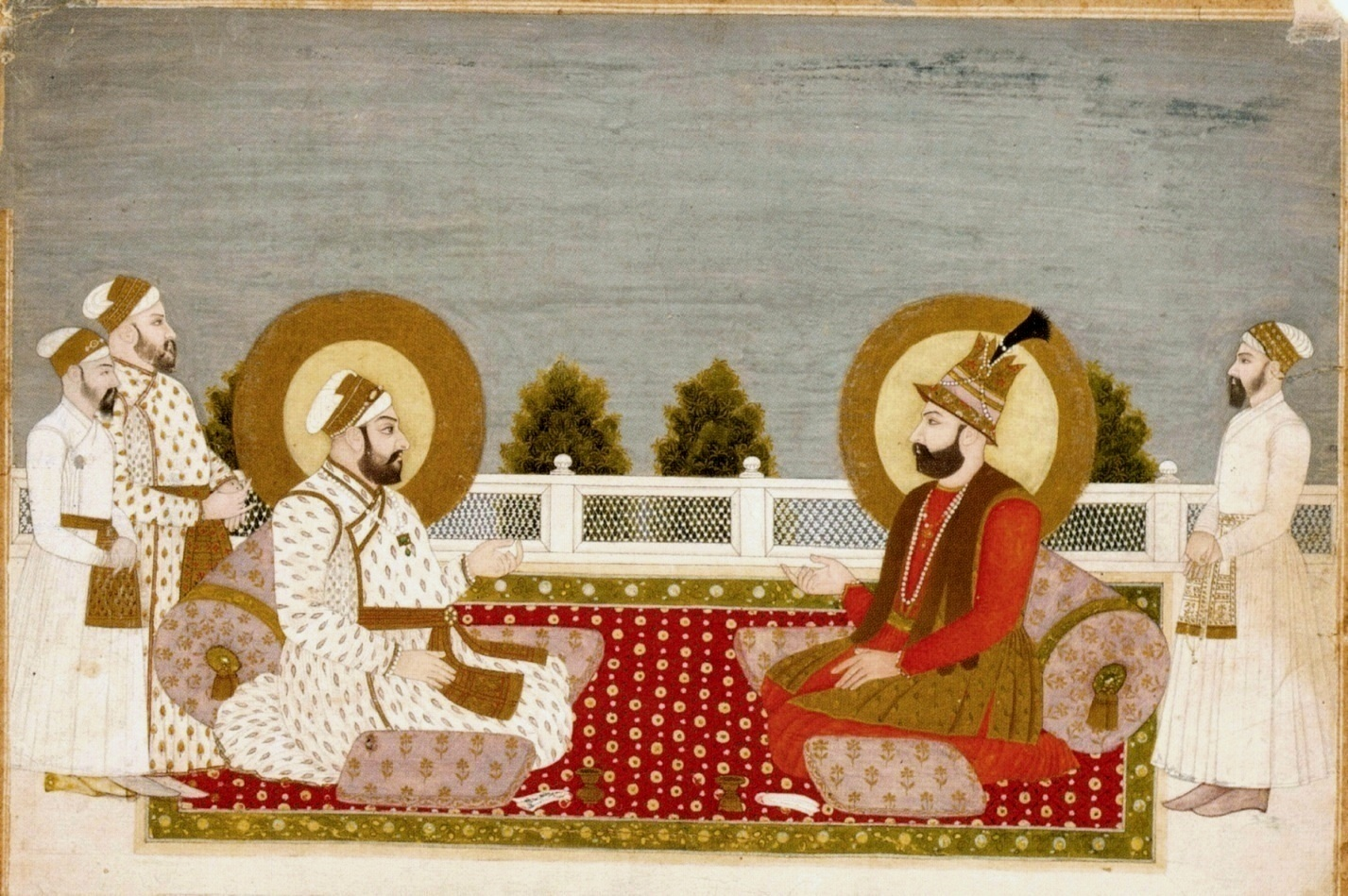
Muhammad Shah con l'invasione persiano Nadir Shah

Ora Nadir Shah aveva spianato la via verso Attock e Muhammad Shah coi suoi cortigiani sapevano di essere vicini ad altri disastri. Alla fine compresero che l'imperatore persiano non era quel tipo di nemico che poteva essere spinto fuori da una sola provincia, infatti egli non solo conquistava ma devastava. Le città di Wazirabad, Emanabad e Gujrat non solo vennero saccheggiate ma rase al suolo. Presso Larkana gli afsharidi distrussero completamente le forze mughal del Nawab di Sindh, Main Noor Mohammad Kalhoro, che catturarono insieme ai suoi due figli.

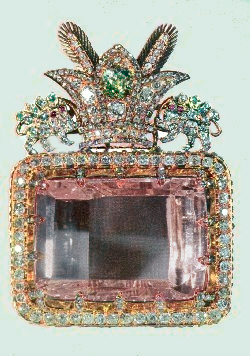
Il diamante Darya-e-Noor

Nel febbraio del 1739, Nadir Shah catturò Sirhind e si mosse poi verso Karnal dove si tenne una battaglia destinata a divenire tristemente nota presso i mughal. Il 13 febbraio, la Battaglia di Karnal venne combattuta e l'imperatore Muhammad Shah disponeva di 100.000 uomini contro i 55.000 al comando di Nadir Shah, ma i suoi vennero sconfitti nel giro di tre ore. Durante l'evento Khan Douran morì e scrisse un testamento col quale implorò il suo sovrano di non incontrarsi coi persiani. Ma l'imperatore Muhammad Shah era cosciente di non avere speranze di continuare a combattere contro Nadir Shah ed il 26 febbraio questo avvenne, presso l'accampamento degli afsharidi, appena tredici giorni dopo lo scontro di Karnal. L'imperatore mughal Muhammad Shah aprì personalmente le porte di Delhi come prigioniero di Nadir Shah ed i suoi uomini saccheggiarono la città.
Dopo l'entrata a Delhi, Nadir Shah pretese di occupare l'intero impero mughal ma ebbe modo di constatare in quale catastrofe l'impero fosse all'epoca con le guerre incombenti coi maratha e che quindi il fatto dell'ascesa di un imperatore straniero, perdipiù persiano, avrebbe seriamente minato gli equilibri sociali dell'area, rendendola ingovernabile.
Egli decise quindi di tenere un incontro cordiale con la propria controparte mughal. Si diffuse comunque la notizia falsa che Nadir era stato assassinato e per questo alcuni indiani attaccarono ed uccisero alcuni soldati persiani in città. Nadir Shah, furioso, ordinò il massacro della popolazione con almeno 30.000 morti in un sol giorno. L'imperatore, Asaf Jah I ed il gran visir Qamaruddin Khan implorarono Nadir e questi alla fine pose fine al massacro ma saccheggiò il tesoro reale custodito in città. Il famoso Trono del Pavone, il diamante Darya-ye Noor ed una quantità inimmaginabile di ricchezze vennero riportate in Persia. Oltre a questi, elefanti, cavalli ed ogni genere di bene venne trasportato in Iran. Muhammad Shah venne inoltre costretto a concedere sua figlia Jahan Afruz Banu Begum in moglie al figlio minore di Nadir Shah. Asaf Jah I si ritirò nel Deccan dopo aver posto il suo primogenito Intizam-ud-Daula al ruolo di comandante dell'esercito mughal e Qamaruddin Khan come gran visir
Dopo tutti questi eventi, Muhammad Shah venne incoronato imperatore da Nadir Shah stesso il 12 maggio, ma come suo vassallo, e venne costretto a cedere ai persiani tutta l'area a ovest del fiume Indo, seppure a Kalhora i Nawab di Sindh continuassero a combattere gli invasori. Nadir Shah prese anche il diamante Koh-i-Noor e lo portò nel tesoro imperiale persiano.

### Conseguenze
L'invasione di Nadir Shah distrusse ciò che rimaneva dell'Impero moghul e lo condusse alla fine. Dopo l'invasione, i mughal si disintegrarono rapidamente. La debolezza dell'esercito mughal venne messa in chiaro dopo la riuscita dell'invasione persiana oltre al fatto che l'imperatore venne privato delle sue ricchezze, fatto che impoverì la città e l'impero, scatenando ovunque defezioni e ribellioni.

## Relazioni estere

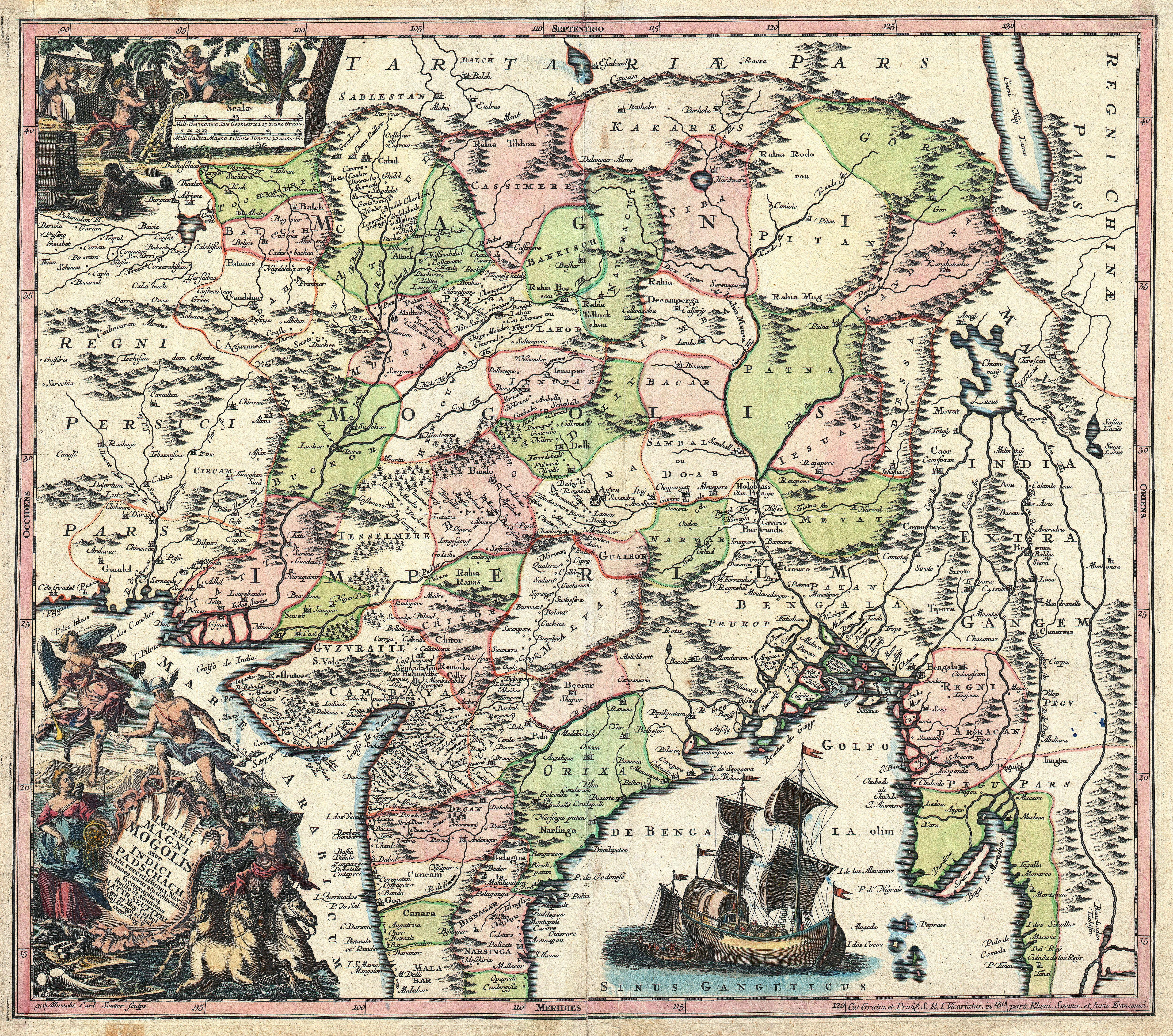
Le province dell'Impero Mughal nel 1740.

Dopo l'invasione di Nadir, l'Impero ottomano cercò di invadere i confini occidentali della Persia, mentre lo scià era impegnato ad est con l'India. Durante questo stesso periodo l'imperatore mughal Muhammad Shah osservò da vicino le azioni degli ottomani e cooperò con loro tramite l'ambasciatore Haji Yusuf Agha sino alla sua morte dopo la vittoria dell'esercito mughal nella Battaglia di Manipur (1748).